# Río Torrente
El río Torrente es un río del sur de la península ibérica perteneciente a la cuenca mediterránea andaluza que discurre en su totalidad por el territorio del centro oeste de la provincia de Granada. 

## Curso
El río Torrente nace en Sierra Nevada, en la ladera occidental del Cerro del Caballo, dentro del término municipal de Nigüelas, y desemboca en el río Dúrcal, entre las poblaciones de Melegís y Restábal, donde comienza el embalse de Béznar, tras un recorrido de unos 15 km en dirección nordeste-suroeste. Recibe aportes de la cuenca del río Dúrcal a través de la acequia de Los Hechos. Discurre por un estrecho valle en su curso alto que se va ensanchando progresivamente hacia la desembocadura.